# Tjitze de Jong

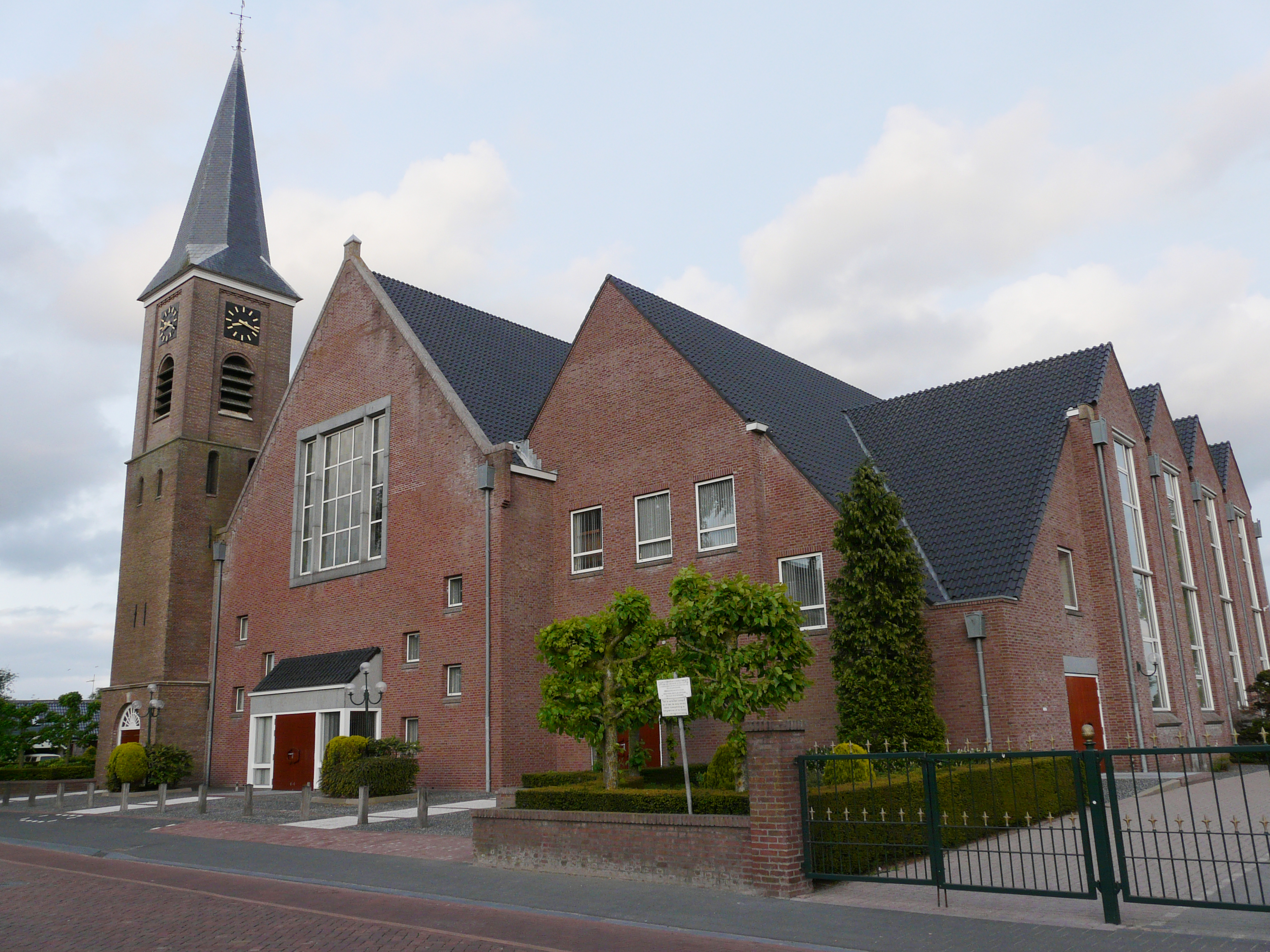
De dorpskerk van Staphorst, waar De Jong jarenlang preekte

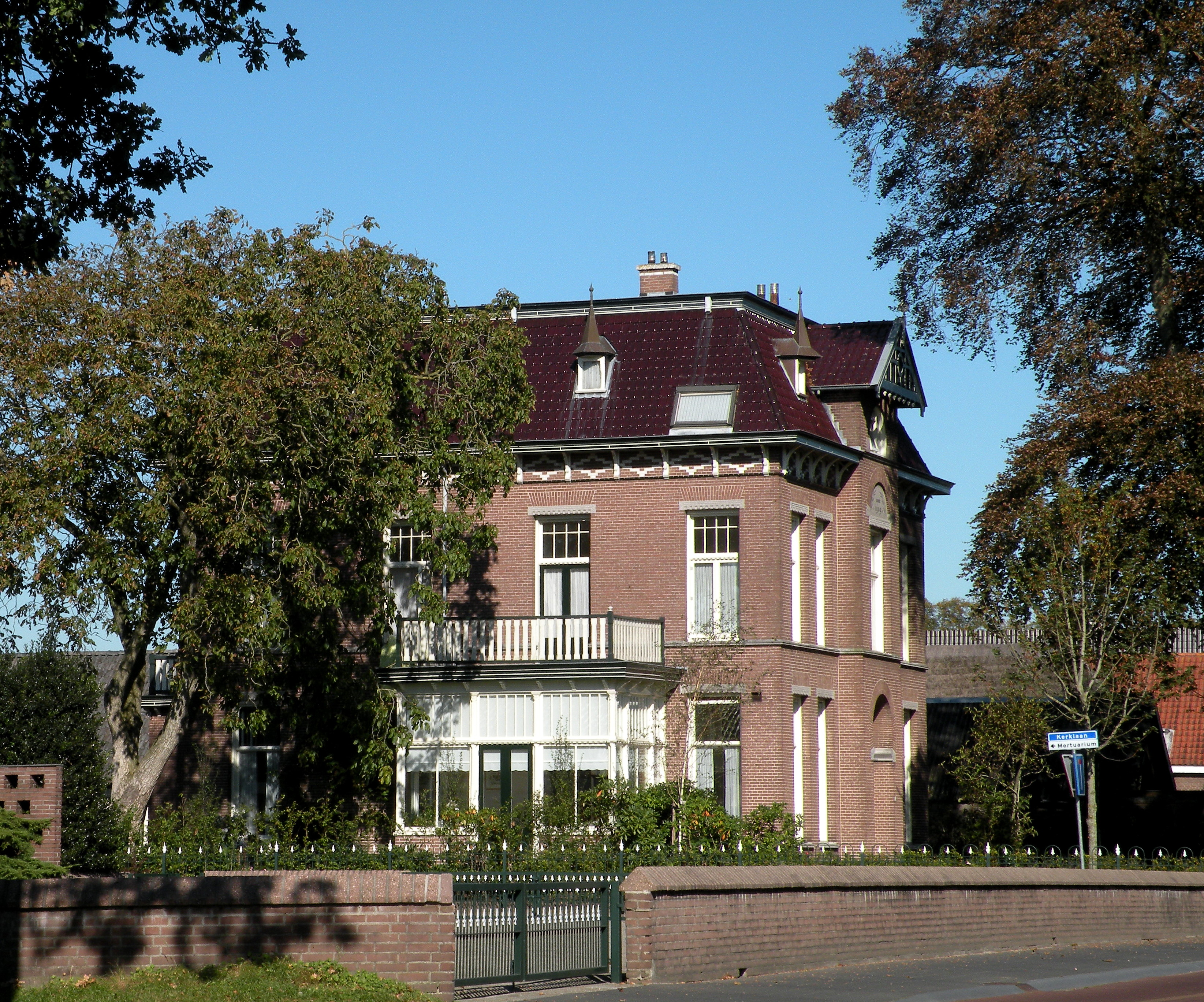
De pastorie van Staphorst, waar De Jong jarenlang woonde

Tjitze de Jong (Rinsumageest, 31 mei 1942 – Staphorst, 15 april 2014) was een Nederlands predikant van de Hersteld Hervormde Kerk, redacteur en schrijver. Hij was geworden tot representant van de bevindelijk gereformeerde richting in de Nederlandse Hervormde Kerk, die in 2004 (grotendeels) door uittreden uit de Nederlandse Hervormde Kerk is gegaan naar de toen opgerichte Hersteld Hervormde Kerk.

## Gemeenten
Na zijn studie theologie werd De Jong in 1969 te Nieuw-Lekkerland tot predikant in de Nederlandse Hervormde Kerk bevestigd. Van 1974 tot 1977 was hij verbonden aan de Nederlandse Hervormde Gemeente te Garderen. Van 1977 tot 1980 was hij zendingspredikant in Rhodesië (het huidige Zimbabwe).
Van 1980 tot 1985 was De Jong predikant van de Nederlandse Hervormde Gemeente te Poortvliet. Van 1985 tot 1992 was de predikant voor een tweede keer verbonden aan de Nederlandse Hervormde Gemeente te Garderen. Van 1992 tot 2008 was De Jong predikant van de Nederlandse Hervormde Gemeente te Staphorst. In de in deze plaats gelegen Dorpskerk doopte hij tijdens zijn ambtsperiode ruim 1600 kinderen. Ongeveer 600 mensen werden door hem begraven. Per 1 mei 2004 ging De Jong met zijn kerkenraad niet mee met de fusie van de Protestantse Kerk in Nederland maar trad daar uit en sloot zich aan bij de Hersteld Hervormde Kerk. Op 1 mei 2008 ging de predikant, naar eigen zeggen onvrijwillig, maar algeheel in overeenstemming met de kerkrechtregels van de Hersteld Hervormde Kerk waar hij toe was gaan behoren, met emeritaat. Op 15 april 2014 overleed hij op 71-jarige leeftijd na een ernstige ziekte.

## Bijdragen en publicaties
Jarenlang was De Jong eindredacteur van het veertiendaags verschijnende blad Het Gekrookte Riet. Dit blad was de spreekbuis van de gelijknamige bevindelijk gereformeerde richting binnen de Nederlandse Hervormde Kerk, die grotendeels is overgegaan naar de Hersteld Hervormde Kerk. De Jong was samen met ds. K. ten Klooster een van de hoofdredacteuren van het Kerkblad, het landelijk kerkblad van de Hersteld Hervormde Kerk. Verder werkte hij mee aan de Bijbelse dagboekenserie Verzamelde Aren. Vanaf 2011 was hij als bijstand in het pastoraat verbonden aan de Hersteld Hervormde Gemeente te Harskamp en Vriezenveen. Als auteur bediende De Jong zich van de dubbele voorletter 'Tj.'.

## IKON-documentaire
In 2008 verscheen De Jong in een IKON-documentaire over Staphorst. De Jong zette zich in Staphorst onder meer in om het vloeken te verbieden. Hij deed dit ook als lokale voorzitter van de SGP, dominee en lid van diverse verenigingen. De documentaire, Staphorst in tegenlicht genaamd, zette vraagtekens bij de vermeende belangenverstrengeling van geloof en politiek in Staphorst, waarbij De Jong exemplarisch zou zijn voor deze ontwikkeling.

## Publicaties (selectie)
- Doorgrondt gij mij... (gedachtenisbundel; intredepredikatie en vier overdenkingen over de Gadarenen), Hierden-Harderwijk: Reijnders 1974
- Heden is u geboren. Vier Advents- en drie Kerstpredikaties, Hierden-Harderwijk: Reijnders 1975
- De kleine tollenaar van Jericho. 42 schetsen over de bekering van Zacheus, verklaard en bevindelijk toegepast (Lucas 19:1 t/m 10), Hierden-Harderwijk: Reijnders 1976
- Ondergang door opstand, of De vreselijke zonde van abortus provocatus voorgehouden aan het Nederlandse volk, Montfoort: Oudshoorn's uitgeverij 1977
- Het beginselprogramma van de SGP toegelicht, Landelijke Stichting tot Handhaving van de Staatkundig Gereformeerde Beginselen 1987
- De ambtelijke bediening, Staphorst: De Geuzenpers 1992
- Kracht in zwakheid. Veertien bijbellezingen over Simson, Houten: Den Hertog 1997
- Staat en ziet toe. Een reactie op de Nieuwe Bijbelvertaling, Leerdam: Gereformeerde Bijbelstichting 1998
- Verzamelde aren. Bijbels dagboek (Doorlopende serie sinds 1985; in 2006 verscheen deel 21; onder redactie van Tj. de Jong), Houten: Den Hertog 1985-
- Vriend en metgezel. 27 meditaties, Rumpt: De Schatkamer 2004
- Noach, Kampen: De Groot Goudriaan 2005

- International Standard Name Identifier: 0000 0003 9672 5585
- Nederlandse Thesaurus van Auteursnamen: 069835349
- Virtual International Authority File: 291671522
- WorldCat: E39PBJtH7mkCJRbwDFhfdgjpyd